# BEST HIT!! SUGA SHIKAO -1997〜2002-
『BEST HIT!! SUGA SHIKAO -1997〜2002-』（ベストヒットスガシカオ）は、スガシカオのベスト・アルバム。

## 解説
1997年から2002年まで在籍したユニバーサルミュージック（キティエンタープライズ→キティMME）時代の楽曲から構成された。
ライター内田正樹によるライナーノーツ&楽曲解説付。特設ページも作られた。
『BEST HIT!! SUGA SHIKAO -2003〜2011-』と同時発売。

## 収録曲

### DISC-1
1. In My Life（3:34）[1]
2. 正義の味方（4:18）[1]
3. かわりになってよ（3:49）[1]
4. 性的敗北（3:09）[1]
5. 夕立ち（4:44）[1]
6. Happy Birthday（4:47）[1]
7. バクダン・ジュース（original）（3:10）[1]
8. いいなり（4:39）[1]
9. 黄金の月（5:21）
10. たとえば朝のバス停で（4:16）[1]
11. グッド・バイ（5:14）[1]
12. 坂の途中（3:40）[1]
13. 青空（4:44）[1]
14. イジメテミタイ（4:14）[1]
15. ストーリー（4:38）[1]
16. ぼくたちの日々（4:42）[1]

### DISC-2
1. サービス・クーポン（3:45）[1]
2. アシンメトリー（4:52）[1]
3. 夜明けまえ（4:02）[1]
4. 愛について（4:46）[1]
5. ぬれた靴（3:28）[1]
6. ひとりごと（4:14）[1]
7. これから むかえにいくよ（4:09）[1]
8. ヒットチャートをかけぬけろ（Album Version）（3:52）[1]
9. 夜空ノムコウ（5:10）[1]
10. 波光（3:33）[1]
11. あまい果実（5:17）[1]
12. SWEET BABY（Full Size）（3:07）[1]
13. ドキドキしちゃう（4:07）[1]
14. SPIRIT（5:09）[1]
15. このところ ちょっと（4:01）[1]
16. お別れにむけて（5:01）[1]

## 演奏
Disc 1
- スガシカオ
  - Vocal
  - Acoustic Guitar (#1.2.3.4.6-10.12.13.15.16)
  - Electric Guitar (#1-5.7-11.13.15.16)
  - Bass (#1-6.8.9.10.13.14.15)
  - Programming (#9)
  - Wah Guitar (#14)
- 中村文俊：Manipulation (#1-12.14.15.16)
- 柿崎洋一郎：Keyboards (#1)
- 山木秀夫：Drums (#1.8.11.15)
- 森俊之
  - Keyboards (#2.3.4.5.7-16)
  - Brass Arrangement (#2)
  - Additional Keyboards Arrangement & Performance (#6)
  - Programming (#13)
- 山本拓夫：Tenor Sax & Baritone Sax (#2)
- 屋敷豪太：Groove Active (#2)
- 橋本航：Additional Drums (#3)
- 間宮工：Electric Guitar (#6.13)
- 坂本竜太：Bass (#7)
- 羽田一郎：Electric Guitar (#8.14)
- 高橋良一：Percussion (#9)
- 沼澤尚：Drums (#10)
- 中村キタロー：Bass (#11.16)
- 篠崎正嗣ストリングス：Strings (#12)
- 萩田光雄：Strings Arrangement (#12)
- 杏子：Guest Vocal & Chorus (#14)

Disc 2
- スガシカオ
  - Vocal, Acoustic Guitar
  - Electric Guitar (#1-8.11-16)
  - Bass (#2.4.6.7.11.15)
  - Keyboards (#13)
  - Programming (#1.8.12.13)
- 中村文俊
  - Manipulation (#1.3-16)
  - Keyboards (#7)
- 菊地成孔：Tenor Sax Solo (#1)
- 森俊之
  - Keyboards (#2-6.9.10.11.12.14)
  - Manipulation (#2)
  - Brass Arrangement (#8.16)
  - Strings Arrangement, Programming (#9)
  - Additional Keyboards Arrangement & Performance (#15.16)
- 中村キタロー：Bass (#3.8.9.14.16)
- 山木秀夫：Drums (#3.8.9.11)
- あらきゆうこ：Drums Sampling Source (#4)
- 間宮工：Electric Guitar (#5.15)
- 坂本竜太：Bass (#5)
- 沼澤尚：Drums (#5.14)
- エリック・ミヤシロ：Trumpet (#8)
- 中川英二郎：Trombone (#8)
- 渕野繁雄：Tenor Sax (#8)
- 後藤勇一郎ストリングス：Strings (#9)
- 篠崎正嗣ストリングス：Strings (#10)
- 萩田光雄：Strings Arrangement (#10)
- 宮田繁男：Drums (#13)
- 大滝裕子、ヘルスエンジェルス：Chorus (#15)
- 荒木敏男：Trumpet (#16)
- 村田陽一：Trombone (#16)
- 竹野昌邦：Alto Sax (#16)
- 羽田智子：Chorus Advice (#16)